# 柳生十兵衛七番勝負 島原の乱
『柳生十兵衛七番勝負 島原の乱』（やぎゅうじゅうべえななばんしょうぶ しまばらのらん）は、日本のテレビ時代劇。NHK総合テレビの木曜時代劇として、2006年4月6日 - 5月25日 (5月4日は休み) の毎週木曜日20時から20時44分に全7回放送された。主演は村上弘明。2005年の『柳生十兵衛七番勝負』に続く第2シーズンである。

## 概要
近衛十四郎と千葉真一に次ぐ三代目・柳生十兵衛に村上弘明を据えた第1シーズン『柳生十兵衛七番勝負』が、大層好評だったことから制作された第2弾。「痛みのある殺陣」で真実味のある剣術の戦いを描いた前作のテーマを踏襲し、本ドラマでは島原の乱という史実に、剣豪同士の戦いと徳川幕府の転覆を図り暗躍する者たちが絡まる物語となっている。第1シーズンは原作をベースにしているが、本シーズンは全くのオリジナルストーリーである。主要人物の配役は同じだが、由比富士太郎のみ和泉元彌へ代わった。
2007年には第3シリーズ『柳生十兵衛七番勝負 最後の闘い』（全8回）が放送された。

## 出演

### 主要人物
- 柳生十兵衛：村上弘明、藤原琢真（少年時代）
- 佐山寛平：苅谷俊介
- 西岡大次郎：高野八誠
- 荒木又右衛門：髙嶋政宏
- 円条寺業平：杉本哲太
大納言。朝廷をないがしろにする幕府に憤慨し、柳生宗矩と松平信綱を失脚させる「秘策」を切り札に島原の一揆拡大を目論む。
- 由比富士太郎：和泉元彌
前作から引き続き登場。本作では円条寺の参謀として天下騒乱の陰謀に加担する。
- 柳生又十郎：森岡豊
- 天草四郎時貞：崎本大海
元の名は益田四郎時貞。キリシタンたちの行く末を憂いており、一揆の首魁として円条寺らに祭り上げられる。
- 酒井忠行：布施明
老中。円条寺の叔父。非常に小心者であり、心を落ち着かせるための匂い袋が手放せない。
- 松平信綱：西郷輝彦
老中。幕府から派遣され、討ち死した板倉重昌に代わり、討伐軍の指揮を執る。
- 柳生宗矩：夏八木勲
十兵衛の実父にして幕府惣目付。本作では不穏分子を一掃するため、一揆勢を陰で操る朝廷側の企みにあえて乗り、一揆拡大を黙認する。

### ゲスト
第1回「訣別の剣」
- 近山藤四郎：本宮泰風
池田左近衛少将の剣術指南役で、元江戸柳生道場師範代。前作にも登場し、柳生一門の一人として陰謀阻止のために働いた。しかし本作では円条寺らの罠にはまり、葛藤の末に「鬼」となることを決意、第一の刺客として十兵衛の前に立ちはだかる。

第2回「涙の剣」
- 鈴鹿真太郎：山口馬木也
元菅沼家剣術指南役。かつての弟子200名とともに山林を切り開いて生活しているが、亡き主君の死を毒殺と信じ、密かに探り続けている。
- きぬ：宮本真希
半兵衛の妹。かつては鈴鹿真太郎の許嫁であり、今も想い続けている。
- 曽根半兵衛：根本博成
きぬの兄で真太郎の友。元は菅沼家家臣だったが、縁あって大久保家への仕官が決まる。そのため、かつての同輩たちから裏切り者と罵られている。

第3回「望郷の剣」
- 松浦屋正左衛門：江守徹
かつては異国との貿易で財を成した堺の豪商。大坂の役を経験しており、人の命はムシケラ同然と皮肉交じりに十兵衛に語る。
- 和泉太郎丸：蓉崇、和泉次郎丸：小橋賢児
生まれはルソンで、両親は国外追放されたキリシタン。両親の死後、内藤如安に育てられ松浦屋に引き取られる。兄・太郎丸は温厚な性格だが、弟・次郎丸は幕府への恨みを露わにしている。

第4回「慈父の剣」
- 山賀治右衛門：竜雷太
元堀尾家の浪人で、賤ヶ岳や関ヶ原などを戦い抜いた歴戦の武士。周りからは無骨者を絵にような描いた男と評されている。一人息子をいわれなき罪により亡くしている。
- とき：藤村志保
治右衛門の妻。訪ねてきた十兵衛に実の息子のように接する。

第5回「戒めの剣」
- 青山外記：榎木孝明
有馬家家老。十兵衛とは旧知の仲であり、自身も家中随一の剣士。当初は頑なに反対していたものの、幕府への不信感と朝廷側の「秘策」の中身を知ったことにより一揆への加担を承諾する。
- 有馬左衛門佐：坂上忍
有馬家当主。かつては島原の領主だったが、凄惨極まるキリシタンの取り締まりに堪えきれず転封を願い出た過去を持つ。
- いと：三国由奈
青山外記の姪。男勝りな性格で、小太刀の腕前は領内一と自慢げに語る。

第6回「誠の剣」
- 小林東十郎：勝野洋
元蒲生家剣術指南役。主家の改易以来、百姓の真似ごとをして生活してきたが、武士としての死に場所を求めて仲間とともに島原を目指していた。その道中に立ちはだかった十兵衛と、武士の誇りをかけて泥沼の死闘を繰り広げる。

最終回「武士の剣」
- 徳川家光：井田國彦

## スタッフ
- 原案：津本陽 『柳生十兵衛七番勝負』より
- 脚本：池田政之
- 音楽：梅林茂
- 殺陣：久世浩
- 演出：吉村芳之（1、2、6、最終回）・岡田健（3、4回）・松浦善之助（5回）
- 制作統括：小林千洋・吉田雅夫

## 放送リスト
| 回     | 放送日       | サブタイトル |
| ------ | ------------ | ------------ |
| 第1回  | 2006年4月6日 | 訣別の剣     |
| 第2回  | 4月13日      | 涙の剣       |
| 第3回  | 4月20日      | 望郷の剣     |
| 第4回  | 4月27日      | 慈父の剣     |
| 第5回  | 5月11日      | 戒めの剣     |
| 第6回  | 5月18日      | 誠の剣       |
| 最終回 | 5月25日      | 武士の剣     |

## エンディングテーマ
- 伴都美子 「鵺（）の鳴く夜」